# Anglický špringršpaněl
Anglický špringršpaněl (anglicky English Springer Spaniel) známý také jako špringršpaněl je staré anglické plemeno psa, dnes rozšířené po celém světě.

## Historie

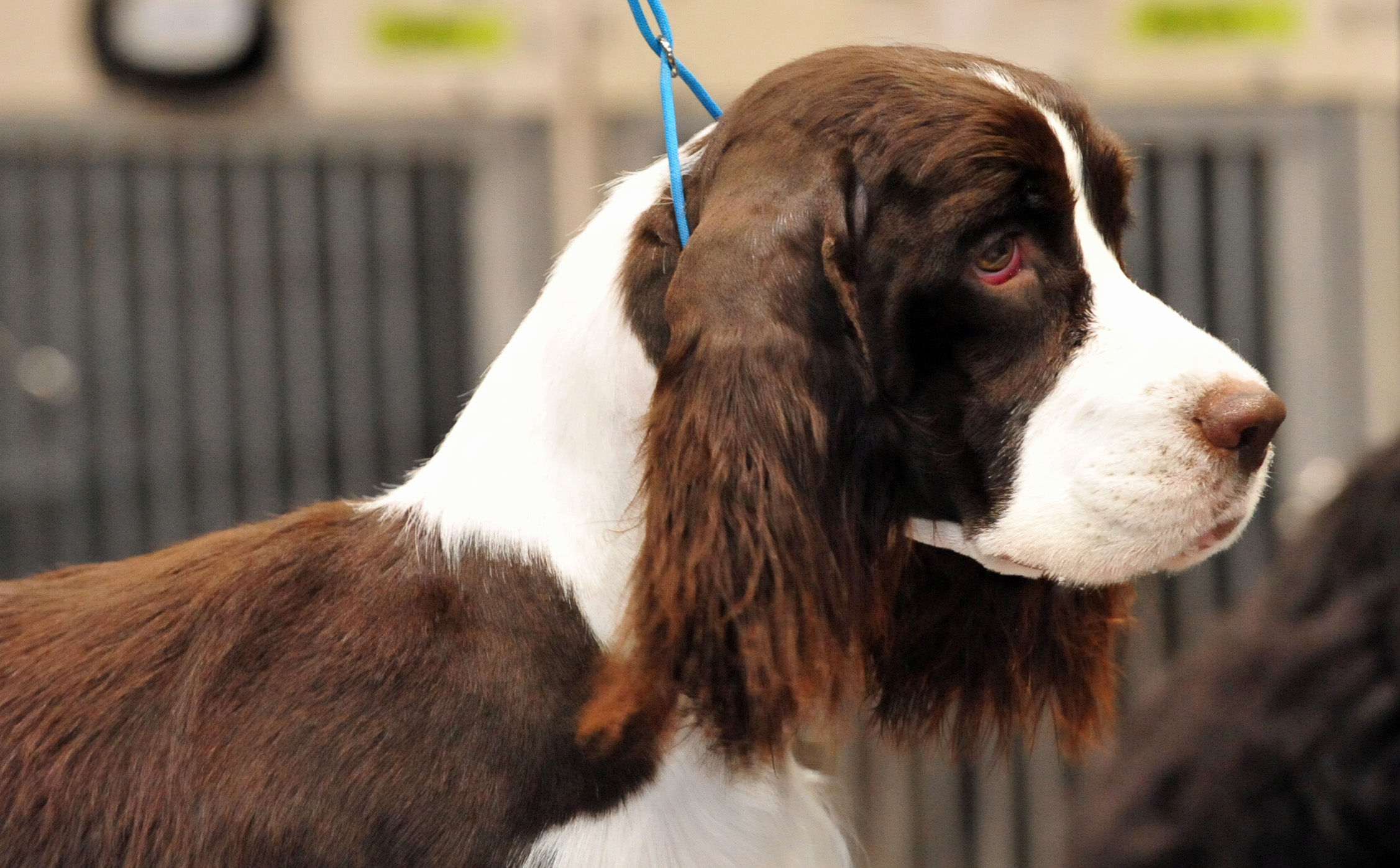
Hlava dospělého psa

První zmínky o anglických špringršpanělech, nebo alespoň psech jim podobných, jsou z 14. století, kdy byl křížením field španěla s jinými dlouhosrstými vodními psy vyšlechtěn. Stalo se tak v hrabství Norfolk. Je možné, že byl později křížen i s anglickými kokršpaněly, tato domněnka je ale nepotvrzená. Jeho jméno má původ v jeho původním využití, tedy plašení ptactva (spring = plašit). Později byl ale hojně využíván spíše jako aportér zvěře z vody i na souši. Zajímavostí je, že jeho prapůvodní vlast bylo Španělsko a přesto se mu dnes říká "anglický" a v jeho oficiálním standardu dle FCI je za zemi původu uznávána Velká Británie.

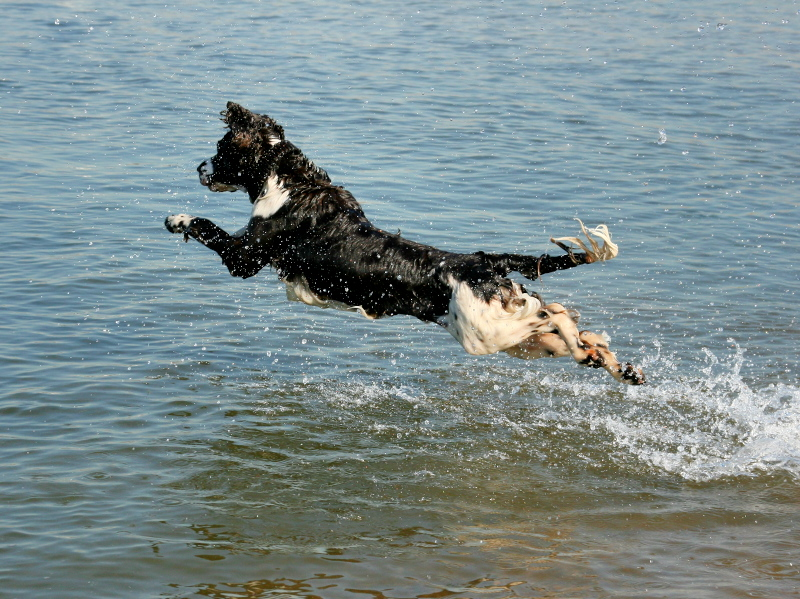
Koupající se špringršpaněl

V roce 1907 byl uznán FCI při zasedání ve Velké Británii, avšak plemenná kniha existovala již o půl století dříve.
První angličtí špringršpanělové se do České republiky dostali ve 20. až 30. letech 20. století. Protože ale o nedlouhou dobu později začala druhá světová válka, vypadalo to, že v Čechách toto plemeno vymře. V 60. letech 20. století se ale jeho chov značně rozvinul.
Oficiální používaná zkratka pro toto plemeno je ASS.

## Povaha
Anglický špringršpaněl je veselý a hravý pes, který je velice vázaný na svoji rodinu, může se na ní stát až závislým. Rád a rychle se učí a cvičit ho mohou i začátečníci. Není tvrdohlavý. Je to dobrý skokan i plavec — skokan proto, že při jeho původním účelu plašil zvěř tak, že se snažil na ni skočit. Je živý a vytrvalý, téměř s nevyčerpatelnou zásobou energie. Moc neštěká a i v bezvýchodných situacích se snaží vše vyřešit bez vrčení nebo kousání.
Je vhodný k dětem, která má rád. Plemeno má vžitou lásku k lidem a ublíží jim jen pokud je k tomu opravdu dohnán.
S ostatními zvířaty vychází dobře, většinou ale má sklony honit rychle se pohybující předměty, nevyjímaje domácí i divoká zvířata a cyklisty. Je vhodné jej chovat ve smečce s jinými psy, není totiž přehnaně dominantní a pokud byl řádně socializován ve štěněcím období, bude vědět, jak s nimi dobře vycházet, to už je ale věc výchovy.

## Péče

### Péče o srst
Srst anglického špringršpaněla vyžaduje každodenní péči, hlavně pak pročesávání, to je nutné hlavně proto, aby se nezacuchávala a nelámala se. Je velmi hustá a dlouhá, proto je téměř samočisticí, mytí šamponem tedy není nutné, dokonce se doporučuje vyhýbat se mu. Alespoň 2x za rok se srst musí nechat ostříhat, pokud sám majitel nevyžaduje, aby byla delší.
Speciální péči je nutno vynaložit na péči o srst v uších. Tu musíte ručně vytrhávat, pokud je dlouhá a uši kontrolovat, protože tito psi mají sklony k zánětu zvukovodu.

### Pohyb
Protože je anglický špringršpaněl velmi aktivní a hravý, je vhodné s ním sportovat a dopřávat mu co nejvíce pohybu a zábavy. Pokud se nudí, může se zabavit tak, že vám bude ničit dům či zahradu. Pohyb sice nevyžaduje, ale je tedy lepší jej nějak zabavit. Vhodný je pro něj veškerý pohyb, od horských túr po plavání, které ho baví nejvíce.

### Výcvik a výchova
Výcvik není u tohoto plemene nutností, ale je lepší jej mít vycvičeného. Nesnese hrubší zacházení a proto by výcvik měl vést někdo, kdo si poradí s co nejméně fyzickými tresty. Učí se rychle a baví ho to, proto může výcvik vést i úplný začátečník.

## Zajímavosti
Přestože existuje jeden špringršpaněl, tak by se v chovu dalo mluvit o dvou liniích, a to linii pracovní a linii výstavní. Jak je patrné, u pracovních psů je kladen důraz na skvělé lovecké schopnosti, naopak u výstavních je na prvním místě jejich vzhled.
Další zajímavost se týká štěňat, která se rodí úplně bílá a vybarvují se až později.